# 고후카쿠사인노 니죠
고후카쿠사인노 니죠(일본어: 後深草院二条 ごふかくさいんのにじょう[*], 쇼카 2년 (1258년) - 몰년 미상)는 가마쿠라 시대 중기의 여성이다. 『토하즈가타리(とはずがたり)』의 작자로 알려져 있다. 사망년도는 가겐 4년 (1306년) 이후로 알려져있다.

## 인물 약력
아버지는 나카노인 다이나곤 미나모토노 마사타다이고, 어머니는 다이나곤노텐지 (시죠 타카치카의 딸 치카코)이다. 친숙모 중에 가인 시키켄몬인노 미쿠시게 (미나모토노 미치테루의 딸)이 있다. 고후카쿠사인을 모신 뇨보이자 애인이다. 어머니 다이나곤노텐지는 어린 시절의 고후카쿠사 천황에게 "첫 잠자리 동침(新枕)"을 하면서 알려주는 역할이었으나, 몇몇 공경에게 "자신의 아내로 삼겠다(ぬしづかれて)"고 해서 최종적으로 마사타다의 아내가 되었다. 어머니는 니죠를 낳은 이듬해 (1259년)에 사망하였고, 니죠는 고후카쿠사인 고쇼에서 자랐다.
아버지 역시 니죠가 14살이 되던 해에 사망하였다. 고아의 몸이 된 니죠는 고후카쿠사인의 총애를 받으면서도, 「雪の曙」 (사이온지 사네카네으로 여겨진다), 「有明の月」 (닌나지 고시츠 쇼죠 입도친왕ㆍ카이타 준후 호죠 두가지 설 있음), 카메야마인 등과의 관계를 『토하즈가타리(とはずがたり)』의 전반 3권으로 엮었다.
26세 때, 고후카쿠사인의 중궁 히가시니죠인의 배척을 받아, 일단 고쇼에서 물러났지만, 그 2년 후, 오오미야인 (고사가 천황의 중궁, 고후카쿠사ㆍ카메야마 두 천황의 어머니)의 뇨보로 다시 출사하였다. 이후, 출가하여 수행 여행을 떠나 사이교를 본따 각지의 사찰을 참배했다. 가마쿠라에 내려가, 고케닌슈들과 함께 답례를 나누고, 이와시미즈하치만구에서 고후카쿠사인과 다시 만났다. 여행지에서의 보고 들은 것과 출가 후의 수행 생활을 담은 것이 『토하즈가타리(とはずがたり)』의 후반 2권이다.

## 실재성
니죠에 관한 내력의 대부분은 『토하즈가타리(とはずがたり)』에 의한 것으로, 같은 시기의 외부 자료에서의 니죠의 존재를 뒷받침하는 자료가 적기 때문에, 실제로 존재했는지에 대해서는 의문성을 갖고 있다. 예를 들면, 니죠는 『토하즈가타리(とはずがたり)』의 작중에서 105수의 와카를 읊어 가인으로서의 재능을 밝히고 있지만, 같은 시기에 편찬된 어느 가집에서 니죠의 이름은 없다. 또, 이 작품에서 니죠를 "마사타다 경의 딸"로 부르는 장면을 읽을 수 있지만, 귀족 가계자료인 『존비분맥(尊卑分脈)』에서는 코가 마사타카 항목에서는 딸의 존재를 확인 할 수 없다는 점이 지적되고 있다.
『마스카가미(増鏡)』의 「さしぐし」의 권에서  『토하즈가타리(とはずがたり)』의 시기인 쇼오 원년 (1288년)에 "코가 다이나곤 마사타다의 딸"이라는 뇨보가 등장해, 산죠라는 뇨보 이름을 받고 분한 나머지 울고 위로를 받았다라는 기술이 있어, 이 뇨보를 니죠와 같은 사람으로 보는 설이 있다. 그러나 쇼오 원년은  『토하즈가타리(とはずがたり)』에서 니죠가 다이리를 떠나 여승으로서 여행을 떠날 때까지의 3년간의 공백과 시기가 겹쳐 차질이 있다. 또한, 『마스카가미(増鏡)』의 다른 기술에서 『토하즈가타리(とはずがたり)』에서 인용된 것으로 보아, 순수한 외부 자료로 보기 어렵다는 지적도 있다.